# Großer Preis von Saudi-Arabien 2023
Der Große Preis von Saudi-Arabien 2023 (offiziell Formula 1 STC Saudi Arabian Grand Prix 2023) fand am 19. März auf dem Jeddah Corniche Circuit in Dschidda statt und war das zweite Rennen der Formel-1-Weltmeisterschaft 2023.

## Bericht

### Hintergründe
Nach dem Großen Preis von Bahrain führte Max Verstappen in der Fahrerwertung mit sieben Punkten vor Sergio Pérez und mit zehn Punkten vor Fernando Alonso. In der Konstrukteurswertung führte Red Bull mit 20 Punkten vor Aston Martin und mit 27 Punkten vor Mercedes.
Pirelli stellte den Fahrern die Reifenmischungen C2 Hard (weiß), C3 Medium (gelb) und C4 Soft (rot) sowie Cinturato Intermediates (grün) und Cinturato Full-Wets (blau) für nasse Bedingungen zur Verfügung.
Pierre Gasly (zehn), Lance Stroll (acht), Alexander Albon (sieben), Alonso (sechs), Esteban Ocon (fünf), George Russell, Yuki Tsunoda, Zhou Guanyu (jeweils vier), Lando Norris, Kevin Magnussen (jeweils drei), Verstappen, Pérez (jeweils zwei) und Charles Leclerc (einer) gingen mit Strafpunkten ins Wochenende.
Mit Lewis Hamilton und Verstappen (jeweils einmal) traten alle ehemaligen Sieger zu diesem Grand Prix an.
Als Rennkommissare für dieses Rennwochenende fungierten Nish Shetty (SGP), Mathieu Remmerie (BEL), Enrique Bernoldi (BRA) und Hassan Al Abdali (SAU).

### Training
Im ersten freien Training war Verstappen mit einer Zeit von 1:29,617 Minuten der Schnellste vor Pérez und Alonso.
Im zweiten freien Training war Verstappen mit einer Zeit von 1:29,603 Minuten der Schnellste vor Alonso und Pérez.
Das dritte freie Training entschied mit einer Zeit von 1:28,485 Minuten erneut Verstappen für sich. Auf den Plätzen zwei und drei folgten wieder Pérez und Alonso.

### Qualifying
Das Qualifying bestand aus drei Teilen mit einer Nettolaufzeit von 45 Minuten. Im ersten Qualifying-Segment (Q1) hatten die Fahrer 18 Minuten Zeit, um sich für das Rennen zu qualifizieren. Alle Fahrer, die im ersten Abschnitt eine Zeit erzielten, die maximal 107 Prozent der schnellsten Rundenzeit betrug, qualifizierten sich für den Grand Prix. Die besten 15 Fahrer erreichten den nächsten Qualifikationsabschnitt. Verstappen war Schnellster. Beide Williams-, beide AlphaTauri-Piloten und Norris schieden aus.
Der zweite Abschnitt (Q2) dauerte 15 Minuten. Die schnellsten zehn Piloten qualifizierten sich für den dritten Teil des Qualifyings. Leclerc war Schnellster. Die Alfa-Romeo-, die Haas-Piloten und Verstappen schieden aus.
Der letzte Abschnitt (Q3) ging über eine Zeit von zwölf Minuten, in denen die ersten zehn Startpositionen vergeben wurden. Pérez fuhr mit einer Rundenzeit von 1:28,265 Minuten die Bestzeit vor Leclerc und Alonso. Es war die zweite Pole-Position für Pérez in der Formel-1-Weltmeisterschaft und auch die zweite beim Großen Preis von Saudi-Arabien.

### Rennen
Pérez verlor den Start gegen Alonso, der das Rennen somit anführte. In der ersten Runde beschädigten beide McLaren-Piloten ihre Frontflügel, weswegen beide direkt an die Box mussten, um diese zu wechseln. Oscar Piastri holte sich dabei den harten Reifen ab und fuhr das Rennen auf diesem zu Ende. Noch in der ersten Runde wurde gemeldet, dass Alonso untersucht werde, da er beim Start nicht korrekt auf seiner Startposition stand. Die Rennleitung verhängte dafür schließlich eine Fünf-Sekunden-Zeitstrafe. In Runde 4 holte sich Pérez die Führung zurück, indem er Alonso auf der Start-Ziel-Geraden überholte. In Runde 17 musste Alonsos Teamkollege Stroll seinen Wagen mit technischen Problemen abstellen. Da dieser zwar in Sicherheit bei den Marshals abgestellt wurde, die Rennleitung dies jedoch nicht sicher bestätigen konnte, wurde das Safety-Car auf die Strecke geschickt. Alle, die noch keinen Boxenstopp erledigt hatten, kamen jetzt an die Box, darunter auch Alonso, der beim Stopp seine Zeitstrafe absaß.
Pérez verteidigte die Führung beim Restart in Runde 21, dahinter ereigneten sich einzelne Positionswechsel. Verstappen, von Platz 15 gestartet, kam durch seinen Boxenstopp in der Safety-Car-Phase an beiden Ferrari und Hamilton vorbei und lag beim Restart schon auf dem vierten Platz, direkt hinter Russell, den er in Runde 23 überholte. Zwei Runden später überholte er auch Alonso, wodurch er nun auf dem zweiten Platz, direkt hinter seinem Teamkollegen Pérez, lag. In Runde 26 versagten die Bremsen an Albons Williams, den er an der Box schließlich abstellen musste. Verstappen klagte am Funk über „seltsame Geräusche bei hoher Geschwindigkeit“, was auf ähnliche Probleme bei der Antriebswelle hindeutete wie in der Qualifikation. Er konnte das Rennen jedoch beenden und setzte in der letzten Runde noch die schnellste Rennrunde.
Pérez gewann das Rennen somit vor Verstappen und Alonso. Es war Pérez’ fünfter Rennsieg sowie sein erster von der Pole-Position aus, zudem war dies das erste Mal seit dem Großen Preis von Deutschland 2009, dass Red Bull ein zweiter Doppelsieg in Folge gelang. Alonso gelang die 100. Podestplatzierung seiner Karriere. Die restlichen Punkteplatzierungen gingen an Russell, Hamilton, Carlos Sainz jr., Leclerc, Ocon, Gasly und Magnussen. Verstappen erhielt einen zusätzlichen Punkt für die schnellste Rennrunde.
Nach dem Rennen bekam Alonso eine Zehn-Sekunden-Zeitstrafe für das nicht korrekte Absitzen seiner Fünf-Sekunden-Zeitstrafe, da der hintere Hubmann bereits vor Ende der fünf Sekunden am Heck angesetzt hatte, was als „Arbeiten am Wagen“ gewertet wurde. Alonso fiel damit zunächst auf Platz 4 zurück und Russell erbte das Podium. Nach einem Protest von Aston Martin wurde die Strafe zurückgenommen und Alonso durfte seinen dritten Platz behalten. 
In der Fahrer- und Konstrukteurswertung blieben die ersten drei Positionen unverändert.

## Meldeliste
| Team                                  | Nr. | Fahrer           | Chassis                           | Motor                             | Reifen |
| ------------------------------------- | --- | ---------------- | --------------------------------- | --------------------------------- | ------ |
| Oracle Red Bull Racing                | 01  | Max Verstappen   | Red Bull Racing RB19              | Honda RBPTH001                    | P      |
| Oracle Red Bull Racing                | 11  | Sergio Pérez     | Red Bull Racing RB19              | Honda RBPTH001                    | P      |
| Scuderia Ferrari                      | 16  | Charles Leclerc  | Ferrari SF-23                     | Ferrari 066/10                    | P      |
| Scuderia Ferrari                      | 55  | Carlos Sainz jr. | Ferrari SF-23                     | Ferrari 066/10                    | P      |
| Mercedes-AMG Petronas F1 Team         | 63  | George Russell   | Mercedes-AMG F1 W14 E Performance | Mercedes-AMG F1 M14 E Performance | P      |
| Mercedes-AMG Petronas F1 Team         | 44  | Lewis Hamilton   | Mercedes-AMG F1 W14 E Performance | Mercedes-AMG F1 M14 E Performance | P      |
| BWT Alpine F1 Team                    | 31  | Esteban Ocon     | Alpine A523                       | Renault E-Tech RE23               | P      |
| BWT Alpine F1 Team                    | 10  | Pierre Gasly     | Alpine A523                       | Renault E-Tech RE23               | P      |
| McLaren F1 Team                       | 81  | Oscar Piastri    | McLaren MCL60                     | Mercedes-AMG F1 M14 E Performance | P      |
| McLaren F1 Team                       | 04  | Lando Norris     | McLaren MCL60                     | Mercedes-AMG F1 M14 E Performance | P      |
| Alfa Romeo F1 Team Stake              | 77  | Valtteri Bottas  | Alfa Romeo C43                    | Ferrari 066/10                    | P      |
| Alfa Romeo F1 Team Stake              | 24  | Zhou Guanyu      | Alfa Romeo C43                    | Ferrari 066/10                    | P      |
| Aston Martin Aramco Cognizant F1 Team | 18  | Lance Stroll     | Aston Martin AMR23                | Mercedes-AMG F1 M14 E Performance | P      |
| Aston Martin Aramco Cognizant F1 Team | 14  | Fernando Alonso  | Aston Martin AMR23                | Mercedes-AMG F1 M14 E Performance | P      |
| MoneyGram Haas F1 Team                | 20  | Kevin Magnussen  | Haas VF-23                        | Ferrari 066/10                    | P      |
| MoneyGram Haas F1 Team                | 27  | Nico Hülkenberg  | Haas VF-23                        | Ferrari 066/10                    | P      |
| Scuderia AlphaTauri                   | 21  | Nyck de Vries    | AlphaTauri AT04                   | Honda RBPTH001                    | P      |
| Scuderia AlphaTauri                   | 22  | Yuki Tsunoda     | AlphaTauri AT04                   | Honda RBPTH001                    | P      |
| Williams Racing                       | 23  | Alexander Albon  | Williams FW45                     | Mercedes-AMG F1 M14 E Performance | P      |
| Williams Racing                       | 02  | Logan Sargeant   | Williams FW45                     | Mercedes-AMG F1 M14 E Performance | P      |

## Klassifikationen

### Qualifying
| Pos.                                                                      | Fahrer           | Konstrukteur                 | Q1       | Q2       | Q3       | Start |
| ------------------------------------------------------------------------- | ---------------- | ---------------------------- | -------- | -------- | -------- | ----- |
| 01                                                                        | Sergio Pérez     | Red Bull Racing-Honda RBPT   | 1:29,244 | 1:28,635 | 1:28,265 | 01    |
| 02                                                                        | Charles Leclerc  | Ferrari                      | 1:29,376 | 1:28,903 | 1:28,420 | 12    |
| 03                                                                        | Fernando Alonso  | Aston Martin Aramco-Mercedes | 1:29,298 | 1:28,757 | 1.28,730 | 02    |
| 04                                                                        | George Russell   | Mercedes                     | 1:29,592 | 1:29,132 | 1:28,857 | 03    |
| 05                                                                        | Carlos Sainz jr. | Ferrari                      | 1:29,411 | 1:28,957 | 1:28,931 | 04    |
| 06                                                                        | Lance Stroll     | Aston Martin Aramco-Mercedes | 1:29,335 | 1:28,962 | 1:28,945 | 05    |
| 07                                                                        | Esteban Ocon     | Alpine-Renault               | 1:29,707 | 1:29,255 | 1:29,078 | 06    |
| 08                                                                        | Lewis Hamilton   | Mercedes                     | 1:29,689 | 1:29,374 | 1:29,223 | 07    |
| 09                                                                        | Oscar Piastri    | McLaren-Mercedes             | 1:29,706 | 1:29,378 | 1:29,243 | 08    |
| 10                                                                        | Pierre Gasly     | Alpine-Renault               | 1:29,890 | 1:29,411 | 1:29,357 | 09    |
| 11                                                                        | Nico Hülkenberg  | Haas-Ferrari                 | 1:29,547 | 1:29,451 | –        | 10    |
| 12                                                                        | Zhou Guanyu      | Alfa Romeo-Ferrari           | 1:29,654 | 1:29,461 | –        | 11    |
| 13                                                                        | Kevin Magnussen  | Haas-Ferrari                 | 1:29,744 | 1:29,634 | –        | 13    |
| 14                                                                        | Valtteri Bottas  | Alfa Romeo-Ferrari           | 1:29,929 | 1:29,668 | –        | 14    |
| 15                                                                        | Max Verstappen   | Red Bull Racing-Honda RBPT   | 1:28,761 | 1:49,953 | –        | 15    |
| 16                                                                        | Yuki Tsunoda     | AlphaTauri-Honda RBPT        | 1:29,939 | –        | –        | 16    |
| 17                                                                        | Alexander Albon  | Williams-Mercedes            | 1:29,994 | –        | –        | 17    |
| 18                                                                        | Nyck de Vries    | AlphaTauri-Honda RBPT        | 1:30,244 | –        | –        | 19    |
| 19                                                                        | Lando Norris     | McLaren-Mercedes             | 1:30,447 | –        | –        | 18    |
| 107-Prozent-Zeit: 1:34,974 min (bezogen auf Q1-Bestzeit von 1:28,761 min) |                  |                              |          |          |          |       |
| 20                                                                        | Logan Sargeant   | Williams-Mercedes            | 2:08,510 | –        | –        | 20    |

Anmerkungen
1. ↑  Leclerc wurde aufgrund eines Getriebewechsels um zehn Startplätze nach hinten versetzt.
2. ↑  Sargeant verpasste die 107-Prozent-Zeit, ihm wurde allerdings erlaubt zu starten, da er im freien Training ausreichend schnell gefahren war.

### Rennen
| Pos.                                                              | Fahrer           | Konstrukteur                 | Runden | Stopps | Zeit        | Start | Schnellste Runde |
| ----------------------------------------------------------------- | ---------------- | ---------------------------- | ------ | ------ | ----------- | ----- | ---------------- |
| 01                                                                | Sergio Pérez     | Red Bull Racing-Honda RBPT   | 50     | 1      | 1:21:14,894 | 01    | 1:32,188 (38.)   |
| 02                                                                | Max Verstappen   | Red Bull Racing-Honda RBPT   | 50     | 1      | + 5,355     | 15    | 1:31,906 (50.)   |
| 03                                                                | Fernando Alonso  | Aston Martin Aramco-Mercedes | 50     | 1      | + 20,728    | 02    | 1:32,240 (50.)   |
| 04                                                                | George Russell   | Mercedes                     | 50     | 1      | + 25,866    | 03    | 1:32,433 (50.)   |
| 05                                                                | Lewis Hamilton   | Mercedes                     | 50     | 1      | + 31,065    | 07    | 1:32,941 (47.)   |
| 06                                                                | Carlos Sainz jr. | Ferrari                      | 50     | 1      | + 35,876    | 04    | 1:32,822 (50.)   |
| 07                                                                | Charles Leclerc  | Ferrari                      | 50     | 1      | + 43,162    | 12    | 1:33,056 (47.)   |
| 08                                                                | Esteban Ocon     | Alpine-Renault               | 50     | 1      | + 52,832    | 06    | 1:33,222 (49.)   |
| 09                                                                | Pierre Gasly     | Alpine-Renault               | 50     | 1      | + 54,747    | 09    | 1:33,392 (50.)   |
| 10                                                                | Kevin Magnussen  | Haas-Ferrari                 | 50     | 1      | + 1:04,826  | 13    | 1:33,374 (44.)   |
| 11                                                                | Yuki Tsunoda     | AlphaTauri-Honda RBPT        | 50     | 1      | + 1:07,494  | 16    | 1:33,931 (49.)   |
| 12                                                                | Nico Hülkenberg  | Haas-Ferrari                 | 50     | 1      | + 1:10,588  | 10    | 1:33,780 (50.)   |
| 13                                                                | Zhou Guanyu      | Alfa Romeo-Ferrari           | 50     | 1      | + 1:16,060  | 11    | 1:33,894 (49.)   |
| 14                                                                | Nyck de Vries    | AlphaTauri-Honda RBPT        | 50     | 1      | + 1:17,478  | 18    | 1:33,609 (49.)   |
| 15                                                                | Oscar Piastri    | McLaren-Mercedes             | 50     | 1      | + 1:25,021  | 08    | 1:34,287 (48.)   |
| 16                                                                | Logan Sargeant   | Williams-Mercedes            | 50     | 1      | + 1:26,293  | 20    | 1:34,469 (49.)   |
| 17                                                                | Lando Norris     | McLaren-Mercedes             | 50     | 2      | + 1:26,445  | 19    | 1:34,122 (49.)   |
| 18                                                                | Valtteri Bottas  | Alfa Romeo-Ferrari           | 49     | 3      | + 1 Runde   | 14    | 1:34,384 (49.)   |
| –                                                                 | Alexander Albon  | Williams-Mercedes            | 27     | 1      | DNF         | 17    | 1:35,140 (07.)   |
| –                                                                 | Lance Stroll     | Aston Martin Aramco-Mercedes | 16     | 1      | DNF         | 05    | 1:35,567 (24.)   |
| Fahrer des Tages: Max Verstappen (26,3 % der abgegebenen Stimmen) |                  |                              |        |        |             |       |                  |

## WM-Stände nach dem Rennen
Die ersten zehn des Rennens bekamen 25, 18, 15, 12, 10, 8, 6, 4, 2 bzw. 1 Punkt(e). Zusätzlich wurde ein Punkt für die schnellste Rennrunde vergeben, da der betreffende Fahrer unter den ersten Zehn ins Ziel kam.

### Fahrerwertung
| Pos. | Fahrer           | Konstrukteur                 | Punkte |
| ---- | ---------------- | ---------------------------- | ------ |
| 01   | Max Verstappen   | Red Bull Racing-Honda RBPT   | 44     |
| 02   | Sergio Pérez     | Red Bull Racing-Honda RBPT   | 43     |
| 03   | Fernando Alonso  | Aston Martin Aramco-Mercedes | 30     |
| 04   | Carlos Sainz jr. | Ferrari                      | 20     |
| 05   | Lewis Hamilton   | Mercedes                     | 20     |
| 06   | George Russell   | Mercedes                     | 18     |
| 07   | Lance Stroll     | Aston Martin Aramco-Mercedes | 8      |
| 08   | Charles Leclerc  | Ferrari                      | 6      |
| 09   | Valtteri Bottas  | Alfa Romeo-Ferrari           | 4      |
| 10   | Esteban Ocon     | Alpine-Renault               | 4      |

| Pos. | Fahrer          | Konstrukteur          | Punkte |
| ---- | --------------- | --------------------- | ------ |
| 11   | Pierre Gasly    | Alpine-Renault        | 4      |
| 12   | Alexander Albon | Williams-Mercedes     | 1      |
| 13   | Kevin Magnussen | Haas-Ferrari          | 1      |
| 14   | Yuki Tsunoda    | AlphaTauri-Honda RBPT | 0      |
| 15   | Nico Hülkenberg | Haas-Ferrari          | 0      |
| 16   | Logan Sargeant  | Williams-Mercedes     | 0      |
| 17   | Zhou Guanyu     | Alfa Romeo-Ferrari    | 0      |
| 18   | Nyck de Vries   | AlphaTauri-Honda RBPT | 0      |
| 19   | Oscar Piastri   | McLaren-Mercedes      | 0      |
| 20   | Lando Norris    | McLaren-Mercedes      | 0      |

### Konstrukteurswertung
| Pos. | Konstrukteur                 | Punkte |
| ---- | ---------------------------- | ------ |
| 01   | Red Bull Racing-Honda RBPT   | 87     |
| 02   | Aston Martin Aramco-Mercedes | 38     |
| 03   | Mercedes                     | 38     |
| 04   | Ferrari                      | 26     |
| 05   | Alpine-Renault               | 8      |

| Pos. | Konstrukteur          | Punkte |
| ---- | --------------------- | ------ |
| 06   | Alfa Romeo-Ferrari    | 4      |
| 07   | Haas-Ferrari          | 1      |
| 08   | Williams-Mercedes     | 1      |
| 09   | AlphaTauri-Honda RBPT | 0      |
| 10   | McLaren-Mercedes      | 0      |